# 小蒂尔加滕公园
52°31′32″N 13°20′46″E / 52.52556°N 13.34611°E
小蒂尔加滕公园，是位于德国首都柏林米特区下辖莫阿比特区一座城市公园。

## 地理位置
小蒂尔加滕公园位于柏林米特区的莫阿比特区，占地约7公顷。公园以北是塔楼街、以南是老莫阿比特街、以西是奥托大街（Ottostraße）、以东是维尔斯内克尔街（Wilsnacker Straße）。Stromstraße从公园中部穿过。柏林地铁9号线从公园下穿过，并在塔楼街有Turmstraße站。

## 历史

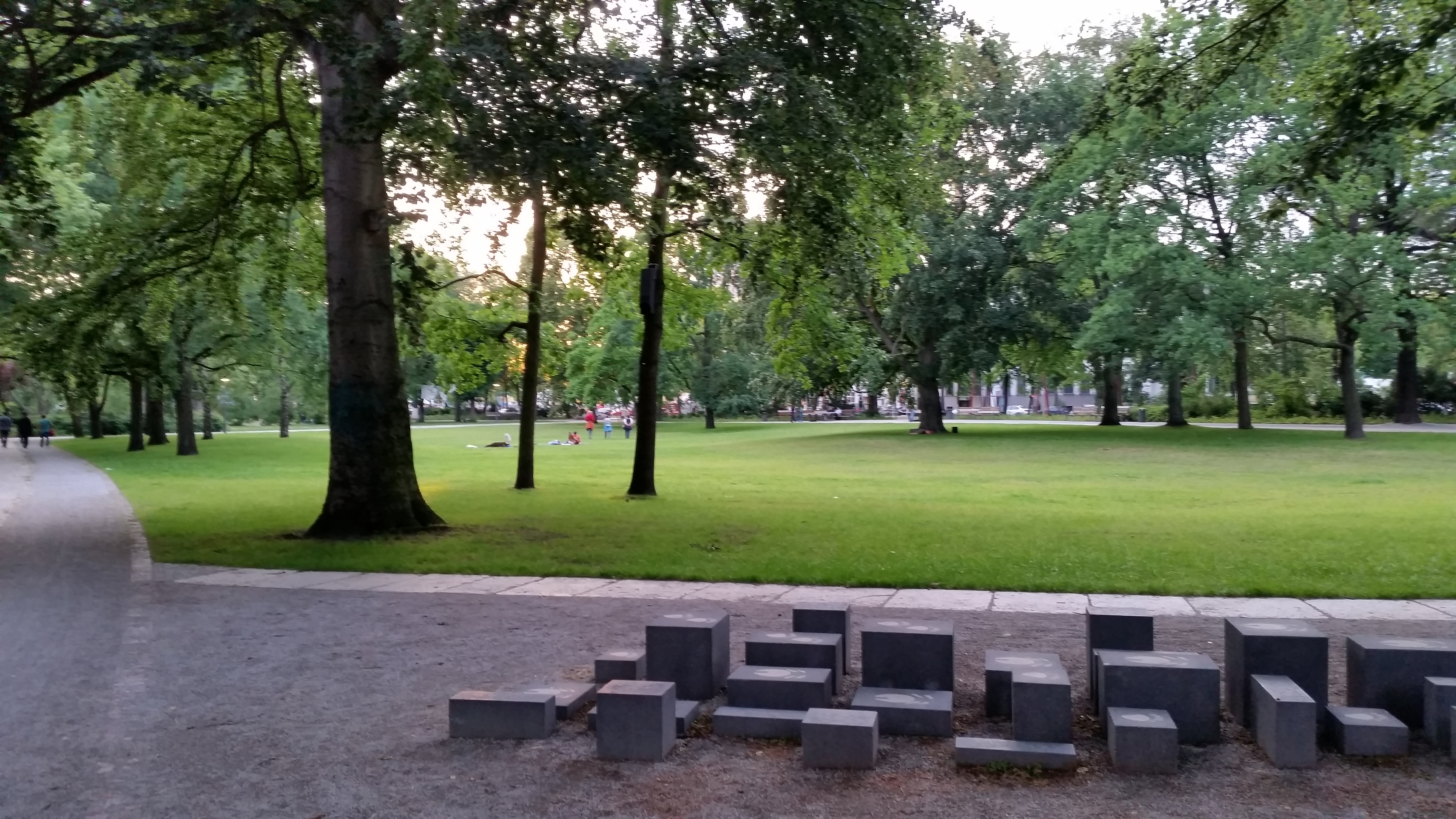
小蒂尔加滕公园內景

历史上，这片地区曾属于容费尔海德土地区（ / ）。17世纪，随着柏林城扩建，曾是皇家狩猎场的大蒂尔加滕公园面积逐渐缩减，作为补偿，选帝侯弗里德里希·威廉接管了这片地区。1655年起，这个公园被命名为后蒂尔加滕公园（Hinterer Tiergarten）或者小蒂尔加滕公园（Kleiner Tiergarten）。1790年，公园重新种了植物。1835年，因园内由申克尔设计的约翰内斯教堂落成之机，公园也被重新规划设计。教堂的墓地就在公园里。
1876年，柏林城市接管了这片园地，景观建筑师、园艺监造师约翰·海因里希·古斯塔夫·迈尔重新设计了小蒂尔加滕公园，包括加设了公园座椅、路灯和一座喷泉。1892年到1894年间，建筑师弗里德里希·舒尔策主持建造的救世主教堂落成，教堂旁的Thusnelda-Allee也成了穿过公园的一条路。
二战期间，公园遭到严重毁坏。1960年，景观设计师威廉·阿尔韦德斯重新设计了园区。阿尔维德斯的设计将今天的奥托广场（Ottoplatz）也包括在内，并在那里设计了一个社区儿童游乐场。

## 注解
1. ↑  luise-berlin.de网站上的相关介绍页面 （页面存档备份，存于）（德文）